# Staar Gyula
Staar Gyula (Lajosmizse, 1944. június 21. –) matematika–fizika szakos tanár, tudományos újságíró. A kecskeméti Katona József Gimnáziumban érettségizett, az Eötvös Loránd Tudományegyetemen szerzett középiskolai tanári diplomát. A Természet Világa szerkesztője (1974–1989), főszerkesztője (1990–2017), az Élet és Tudomány főszerkesztő-helyettese (1989–1990), a Tudományos Újságírók Klubjának alapító tagja.A Tudományos Újságírók Klubja 2019-ben Az év ismeretterjesztő tudósa (honoris causa) díjat adományozta számára kiemelkedő tudománynépszerűsítő tevékenységéért, nevét 2019-től a Sárneczky Krisztián által felfedezett 260098 Staargyula (2004 ME5) kisbolygó őrzi.
Számos jeles matematikussal és fizikussal készített hosszabb interjúkat, melyek egy része könyv formájában is megjelent. Különösen értékesek a Simonyi Károllyal készített interjúi, amelyek a fizikus életének különböző szakaszaiban készültek.

## Díjai, elismerései
- MÚOSZ-nívódíj (1988, 1990)
- Akadémiai Újságírói Díj (1991)
- Prométheusz-Érem (1991)
- Hevesi Endre-díj (1995)
- Táncsics Mihály-díj (1999)
- Magyar Köztársaság Érdemrend Lovagkeresztje (2005)
- Aranytoll-életműdíj (2015)
- A Magyar Érdemrend tisztikeresztje (2017)
- Az Év Ismeretterjesztő Tudósa díj (honoris causa) (2019)
- Enciklopédia díj (2019)
- Xantus János-díj (2024)

## Könyvei
- A megélt matematika – Beszélgetések, Bp., Gondolat Kiadó, 1990 (Erdős Pál, Szemerédi Endre, Lovász László, Weszely Tibor, Tóth Imre, Szénássy Barna, Fejes Tóth László, Szőkefalvi-Nagy Béla, Császár Ákos, Lennart Carleson, Roland Lvovics Dobrusin, Jakov Grigorjevics Szinaj, Benoît Mandelbrot, William R. Wade, Kárteszi Ferenc, Fried Ervin)
- Megszállottak, Typotex, 1991 (Interjú magyar fizikusokkal: Simonyi Károly, Bay Zoltán, Vermes Miklós, Balázs Nándor, Gyarmati István) . Vekerdi László: Előszó
- De mi az igazság… – Beszélgetések Simonyi Károllyal, Közlöny- és Lapkiadó, Bp, 1996 (Hat interjú 1979 és 1996 között)
- Matematikusok és teremtett világuk – Beszélgetések, Vince Kiadó, 2002. (Lovász László, T. Sós Vera, Győry Kálmán, Laczkovich Miklós, Kollár János, Szász Domokos, Totik Vilmos, Jürgen Moser, Martin Gardner, Roger Penrose, Solomon Marcus, Philip Holmes, Lax Péter, Fuchs László, Frankl Péter, Kiss Elemér, Bakos Tibor) Ismertető (Vekerdi László írása)
- Fizikusok az aranykorból – Beszélgetések, Vince Kiadó, Budapest, 2006. (Paul Dirac, Tisza László, Bay Zoltán, Kovács István, Simonyi Károly, Vermes Miklós, Kunfalvi Rezső, Gábos Zoltán, Toró Tibor, Carlo Rubbia, Gyarmati István, Balázs Nándor, Csonka Pál, Nagy Károly, Kroó Norbert). Ismertető (Vekerdi László írása) Archiválva 2007. július 4-i dátummal a Wayback Machine-ben
- A matematika emberi arca – beszélgetések Vince Kiadó, Budapest, 2020. [2]

## Válogatás interjúiból
- Fénnyel szőtt halhatatlanság – Beszélgetés Bay Zoltánnal. Újhold-Évkönyv, 1981/1.
- „Iszonyú rendet vágtam” – Beszélgetés Simonyi Károly Kossuth- és állami díjas professzorral. Forrás, 1987. 10. sz.
- Mindhalálig KöMaL Archiválva 2011. április 26-i dátummal a Wayback Machine-ben – Az utolsó beszélgetés Bakos Tiborral. Forrás, 2002. 5. sz.
- Ember az erőterekben Archiválva 2017. október 6-i dátummal a Wayback Machine-ben – Beszélgetés Nagy Károly akadémikussal. Forrás, 2004. 10. sz.
- A székelyek fizikusa[halott link] – Beszélgetés Toró Tiborral, Akadémiánk külső tagjával. Tiszatáj, 2005. 10. sz.
- Tudóssors Közép-Európában (1 Archiválva 2017. október 6-i dátummal a Wayback Machine-ben; 2) – Beszélgetés Cornides István fizikussal. Valóság, 2007. 10-11. sz.
- Múló szerelem volt a matematika? (1 Archiválva 2014. július 22-i dátummal a Wayback Machine-ben, 2 Archiválva 2017. október 7-i dátummal a Wayback Machine-ben) – Beszélgetés Vekerdi Lászlóval. Forrás, 2008. 3-4. sz.
- Szándékprogramozás zserbóval – Beszélgetés Charles Simonyival, Akadémiánk külső tagjával. Természet Világa, 2010. 6. sz.
- Ha már matematikus lett… – Beszélgetés Szemerédi Endre Abel-díjas gráfelmélésszel. Természet Világa, 2014. 6. sz.
- Gráflimesz, könyvek és a család – Beszélgetés Lovász László matematikussal. Természet Világa, 2014. 12. sz.

## Összeállításai
- Bolyai Jánosra emlékezünk (TIT Budapesti Szervezete, 1978)
- Mit jelent ma számunkra Albert Einstein? (Abonyi Ivánnal, TIT Budapesti Szervezete, 1979/80)
- Mindennapi kultúra (TIT Budapesti Szervezete, 1984)
- Bolyai-emlékfüzet (TIT Budapesti Szervezete, 1985)
- Gondolatközelben – Vitaestek (TIT Budapesti Szervezete, 1987)
- A századvég szellemi körképe (Füzi Lászlóval, Géczy Jánossal, Poszler Györggyel, Sándor Ivánnal, Vekerdi Lászlóval, Jelenkor Kiadó, 1995)
- Matematika különszám (Természet Világa, 1998)
- Bolyai-emlékszám (Természet Világa, 2003)
- Neumann-emlékszám (Kovács Győzővel, Természet Világa, 2003)
- Bolyai-emlékkönyv (Prékopa Andrással, Kiss Elemérrel, Szenthe Jánossal, Vince Kiadó, 2004)
- Együtt. Vekerdi László köszöntése (Természet Világa, 2004)
- Idegtudomány. Vizi E. Szilveszter köszöntése (Freund Tamással, Természet Világa, 2006)
- A fizika százada (Silberer Verával, Természet Világa, 2006)
- Simonyi Károly-emlékszám (Természet Világa, 2016)
- Aranyos éveink. A kecskeméti Katona József Gimnázium sakkcsapatainak két aranykorszaka (Virág Ferenccel közösen, KVITT Kft., 2023)
- A Vince Kiadó Tudomány–Egyetem természettudományi kötetsorozatának vezető szerkesztője volt.

## Cikkeiből
- Vermes Miklós és a Természettudományi Közlöny – Fizikai Szemle 2005/5. 168. old.
- Mindhalálig sugározta tudását (Emlékképek Simonyi Károlyról) Archiválva 2017. október 6-i dátummal a Wayback Machine-ben – Forrás, 2010. 12. sz.
- Simonyi Károly veszít. Archiválva 2016. február 21-i dátummal a Wayback Machine-ben – Forrás, 2013. 11. sz.
- Összetartozás. A Forrás és a Természet Világa Archiválva 2020. február 19-i dátummal a Wayback Machine-ben – Forrás, 2019. 3. sz.
- Erdők, könyvek, tudományok. Emléktöredékek Vekerdi Lászlóról Archiválva 2020. február 19-i dátummal a Wayback Machine-ben – Forrás, 2019. 12. sz.